# Phytocoris californicus
Phytocoris californicus är en insektsart som beskrevs av Knight 1968. Phytocoris californicus ingår i släktet Phytocoris och familjen ängsskinnbaggar. Inga underarter finns listade i Catalogue of Life.